# Plateau de Zenith
Le plateau de Zenith est une grande hauteur bathymétrique dans l'océan Indien, située à environ 450 km à l'ouest-nord-ouest du plateau de Wallaby, 1 400 km à l'ouest-nord-ouest de Carnarvon, en Australie-Occidentale, et 1 700 km au nord-ouest de Perth, Australie-Occidentale. Le sommet du plateau de Zenith se trouve à 1 960 m sous le niveau de la mer et sa base à environ 5 000 m sous le niveau de la mer. Il mesure environ 300 × 200 km. À l'est, le plateau de Zenith est séparé du plateau de Wallaby (Cuvier) par une dépression bathymétrique large de 100 à 150 km, orientée du nord au nord-est. Le plateau de Zenith se trouve en dehors de la zone économique exclusive australienne.
Comme le soulignent Amos et Beaman, la bathymétrie du plateau de Zenith est très mal cartographiée. Les données précises de profondeur des fonds marins obtenues par des relevés bathymétriques utilisant des échosondeurs acoustiques modernes font défaut. Les transects effectués avec des échosondeurs monofaisceau plus anciens et moins précis sont peu nombreux et insuffisants pour fournir des données bathymétriques détaillées. La majeure partie de la cartographie repose sur une interprétation grossière des données d'altimétrie satellitaire, dans laquelle la bathymétrie du fond océanique est déduite des variations mesurées de l'élévation de la surface de la mer.

## Nom
Le plateau de Zenith tire son nom du navire câblier Zenith, qui l'a découvert en sondant la route du câble depuis les îles Cocos jusqu'à Fremantle, en Australie-Occidentale. Il était initialement connu sous le nom de mont sous-marin Zenith comme l'indiquent la carte DMA 5446 de 1933 et la carte australienne INT 708 de mai 1975.  
Le plateau de Zenith est parfois incorrectement désigné comme le plateau de Wallaby sur certaines cartes officielles, cartes populaires, cartes de l'American Association of Petroleum Geologists et dans la gazette ACUF. Cette confusion résulte probablement de cartes réalisées par Heezen et Tharp,, qui montrent à tort le plateau de Zenith et le plateau de Wallaby comme une seule et même entité bathymétrique composite,.

## Géologie
Comme le plateau de Zenith n'a pas été étudié en détail, sa structure interne et son origine sont largement spéculatives, fondées principalement sur des études magnétiques, des études gravimétriques par satellite et des recherches sur les reliefs bathymétriques adjacents. On suppose généralement qu'il partage la même structure géologique et la même origine que le Quokka Rise voisin, mieux étudié. Initialement, on pensait que le plateau de Zenith, ainsi que le plateau de Wallaby adjacent, faisaient partie d'un point chaud de courte durée. À la suite d'études détaillées sur le plateau de Wallaby, cette hypothèse a été largement abandonnée. Par la suite, il a été proposé que le plateau de Zenith, comme le plateau de Wallaby adjacent, consiste en un fragment continental de croûte continentale très étirée, faillée et intensément pénétrée par des roches magmatiques, profondément enfouie sous des roches volcaniques lors de la dislocation initiale de l'Est du Gondwana.  
Plus récemment, le plateau de Zenith est considéré comme un plateau volcanique composé d'une séquence épaisse de croûte de marge volcanique très étirée, faillée et formée lors de la dislocation continentale du Gondwana. On suppose que cette croûte est enfouie sous d'importants dépôts volcaniques qui ont immédiatement suivi sa formation. Par la suite, une activité tectonique complexe, associée au rifting local et à l'expansion des fonds océaniques, a séparé les plateaux de Wallaby et de Zenith de l'Australie et l'un de l'autre,,.  
D'après les recherches effectuées sur les reliefs océaniques et les plateaux voisins, on suppose que les roches volcaniques du plateau de Zenith sont recouvertes par une couche de sédiments marins profonds du Cénozoïque et d'âges antérieurs, d'épaisseur inconnue. Les recherches menées lors de la 25e croisière du R/V Dmitriy Mendeleyev indiquent que les sédiments de haute mer recouvrant le plateau de Zenith se composent de vase calcaire. Un carottage (n° 2036) réalisé lors de cette croisière a pénétré trois mètres d'une vase pélitique compacte, de couleur jaune pâle clair, composée de coccolithes et de foraminifères. La datation par radiocarbone des échantillons des 50 premiers centimètres du carottage a donné des dates comprises entre 9790 ± 750 ans et plus de 28 500 ans. Le taux moyen de sédimentation calculé pour ce carottage est de 4,1 à 4,3 mm par millénaire. Selon ces taux et la description du carottage, les sédiments recouvrant ce plateau sont probablement bien consolidés et possiblement assez rigides.

## Vol Malaysia Airlines 370
Le flanc nord du plateau de Zenith est situé sous la partie de l'océan Indien initialement soupçonnée d'être le lieu de repos final du vol Malaysia Airlines 370. Selon le GEBCO Digital Atlas, la profondeur du fond océanique dans la zone où l'ADV Ocean Shield a détecté des signaux acoustiques autrefois considérés comme compatibles avec ceux émis par des balises de localisation sous-marine (ULBs) montées sur des enregistreurs de vol varie d'environ 3 800 m à 4 800 m. Cependant, de longues recherches dans certaines parties du plateau de Zenith n'ont rien donné.  
À l'exception de sa profondeur, la couverture de vase à foraminifères qui recouvre probablement le plateau de Zenith offre un environnement propice à la recherche d'éventuels débris d'avion reposant sur le fond de l'océan. Selon William Sager, professeur de géophysique marine à l'Université de Houston au Texas, la surface du fond océanique recouverte de vase à foraminifères est suffisamment molle pour se glisser entre les orteils d'une personne, mais pas assez pour que des débris d'avion s'y enfoncent. Il a déclaré : « Quelque chose de grand comme des morceaux d'un avion va rester en surface ».  
En outre, Robin Beaman, géologue marin à l'Université James Cook, Queensland, Australie, a noté que tout grand objet métallique reposant sur un fond océanique couvert de vase à foraminifères serait facilement reconnaissable sur le sonar à balayage latéral d'un véhicule sous-marin autonome. Le sonar à balayage latéral est très efficace pour différencier le retour acoustique d'un objet métallique dur par rapport à celui d'un fond océanique recouvert de vase.